# Jinks Joins the Temperance Club
Jinks Joins the Temperance Club è un cortometraggio muto del 1911 diretto da Mack Sennett.

## Trama
La signora Jinks induce il marito ad aderire alla Lega della Temperanza. Ma, durante un'assenza della moglie, il povero Jinks viene indotto dagli amici a ricadere nel vizio del bere provocandogli qualche guaio.

## Produzione
Il film fu prodotto dalla Biograph Company.

## Distribuzione
Distribuito dalla General Film Company, il film - un cortometraggio di 157,3 metri - uscì nelle sale cinematografiche statunitensi il 20 luglio 1911. Nelle proiezioni, veniva programmato con il sistema dello split reel, accorpato in un'unica bobina con un altro cortometraggio prodotto dalla Biograph, la commedia The Ghost.